# پیر گالیان
پیر گالیان (فرانسوی: Pierre Gallien‎; ۱۹ نوامبر ۱۹۱۱ – ۲۸ مهٔ ۲۰۰۹) دوچرخه‌سوار اهل فرانسه بود.